# Xenylla jamaicensis
Xenylla jamaicensis är en urinsektsart som beskrevs av da Gama 1969. Xenylla jamaicensis ingår i släktet Xenylla och familjen Hypogastruridae. Inga underarter finns listade i Catalogue of Life.